# 839
839 (DCCCXXXIX) fue un año común comenzado en miércoles del calendario juliano, en vigor en aquella fecha.

## Acontecimientos
- El príncipe Sicardo de Benevento es asesinado en una conspiración entre nobles. Es sucedido por Radelchis I, oficial jefe del ejército y tesorero de Sicardo, quien se proclama gobernante de Benevento. Encarcela a Siconulfo, heredero y hermano de Sicardo, en Taranto. Sin embargo, mercantes de Amalfi liderados por Landulfo, gastaldo de Capua, con la ayuda de Guaifero, rescatan a Siconulfo de la prisión. Siconulfo es proclamado príncipe de Salerno y se inicia una guerra civil que divide el principado lombardo del sur de Italia.[1]
- Luis el Germánico, nieto de Carlomagno, invade Suabia. Su sobrino Pipino II de Aquitania y sus súbditos gascones conquistan todo el territorio sobre el río Loira.
- El rey Egberto de Wessex fallece luego de un reinado de 37 años y es sucedido por su hijo Ethelwulfo. El hijo mayor de Ethelwulfo, Ethelstano, es hecho subrey de Kent, Essex, Surrey y Sussex bajo su padre.[2]
- Alpin mac Echdach comienza su reinado en Dalriada. (fecha aproximada)
- Regresa a Japón la última misión diplomática ante la dinastía Tang, encabezada por Fujiwara no Tsunetsugu.[3] Debido a la convulsión política de las Cinco Dinastías, las misiones diplomáticas japonesas a China son suspendidas hasta el siglo XIV.

## Nacimientos
- Carlos III el Gordo, emperador carolingio de Occidente.
- Al-Tabari, estudioso persa.

## Fallecimientos
- Sicardo de Benevento, príncipe lombardo.
- Aznar I Galíndez, conde de Aragón, Cerdaña y Urgel.
- Egberto, rey de Wessex.
- Eóganan mac Óengusa, rey de los pictos.
- Rorgon I de Maine, conde de Maine. (u 840)
- Wiglaf de Mercia, rey de Mercia.
- Minae de Silla, rey de Silla.
- Sinmu de Silla, rey de Silla.
- Chengguan, monje budista chino.
- Pei Du, canciller de la dinastía Tang.